# دارين بيكر
دارين بيكر (بالإنجليزية: Darren Baker)‏ هو لاعب كرة قدم بريطاني في مركز الوسط، ولد في 28 يونيو 1965 في ونزبري ‏ في المملكة المتحدة. لعب مع نادي بانغور سيتي.